# F.C. Matera
Câu lạc bộ bóng đá Matera đã có 82 năm bóng đá. Đội bóng là câu lạc bộ có trụ sở tại Matera, Basilicata. Đó là một câu lạc bộ bóng đá chuyên nghiệp của Ý, được thành lập vào năm 1930. Kể từ năm 2012, câu lạc bộ chắc chắn bị loại khỏi bóng đá Ý.
Chủ tịch cuối cùng là Tommaso Perniola.

## Từ 1930 đến 2012

### F.C. Matera

#### Thành lập
Câu lạc bộ được thành lập vào năm 1930.

#### Serie B
Matera đã tham Serie B, chơi ở giải hạng hai trong một mùa giải 1979/1980 trong nhiệm kỳ chủ tịch của thượng nghị sĩ Francesco Salerno.

#### Ba mùa vừa qua
Đội đã chiến thắng giải đấu 2009-10 Coppa Italia Serie D và các trận play-off thăng hạng trong 2009-10 Serie D, và được nhận vào 2010-11 Lega Pro Seconda Divisione, nơi đội đứng thứ 7.
Vào mùa hè năm 2011, nó không kháng cáo việc loại trừ Covisoc và đã bị rớt xuống Terza Cargetoria, nơi đội được xếp hạng 3.
Với sự thành lập của Matera Calcio  mới, câu lạc bộ không tham gia giải vô địch 2012-13 và vì thế đã bị loại khỏi bóng đá Ý.

#### Màu sắc và huy hiệu
Màu sắc của đội là trắng và xanh.

#### Sân vận động
Đội được chơi tại Stadio XXI Settembre-Franco Salerno, ở Matera, có sức chứa 8.500.

#### Cựu cầu thủ đáng chú ý
- Luigi De Canio
- Francesco Mancini
- Dragutin Ristić
- Fernando Veneranda

## Bóng đá ở Matera bây giờ

### Matera Calcio
Hiện tại, đội chính của thị trấn Matera là Matera Calcio, được chuyển đến từ thị trấn Irsina gần đó.